# Musei e istituzioni culturali di New York
New York ospita centinaia di musei e istituzioni culturali e siti storici, molti dei quali sono conosciuti a livello internazionale. Questa lista contiene le più famose o stimate organizzazioni, distinti per campi d'interesse.

## Musei

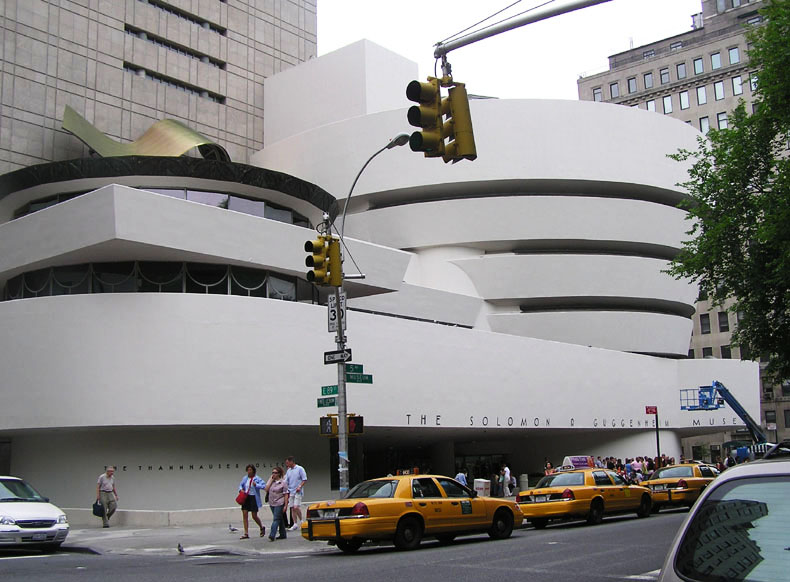
The Solomon R. Guggenheim Museum

### Arte
- American Museum the Moving Image
- American Folk Art Museum
- Albo
- Bronx Museum of the Arts
- The Dahesh Museum
- The Drawing Center
- Fisher Landau Center
- Forbes Galleries
- Frick Collection
- International Center of Photography
- International Print Center New York
- Jacques Marchais Museum of Tibetan Art
- Jamaica Center for Arts & Learning
- Metropolitan Museum of Art – chiamato  "The Met"
  - The Cloisters – collezione di arte medievale
- Municipal Art Society (include il Urban Center Gallery)
- Museum for African Art
- Museum of Biblical Art
- Museum of Comic and Cartoon Art – chiamato "MoCCA"
- Museum of Modern Art – chiamato MoMA
- Neue Galerie
- New Museum of Contemporary Art
- Noguchi Museum (aka The Isamu Noguchi Garden Museum)
- The Paley Center for Media
- P.S. 1 Contemporary Art Center
- Queens Museum of Art
- Rubin Museum of Art
- SculptureCenter
- Socrates Sculpture Park
- Solomon R. Guggenheim Museum
- Studio Museum in Harlem
- Williamsburg Art & Historical Center
- Whitney Museum of American Art

### Cultura o Storia
- American Numismatic Society Museum
- Brooklyn Historical Society
- Brooklyn Museum
- Center for Jewish History (New York)
- Coney Island USA
- Garibaldi-Meucci Museum
- Hispanic Society of America
- Intrepid Sea-Air-Space Museum
- Jewish Museum (New York)
- Merchant's House Museum
- El Museo del Barrio
- Museum of American Finance
- Museum of the City of New York
- Museum of Chinese in the Americas
- Museum of Jewish Heritage
- Museum of Sex
- National Museum of the American Indian (New York branch)
- National Museum of Lesbian, Gay, Bisexual & Transgender History
- National Sports Museum
- New York City Fire Museum
- New York City Police Museum
- New-York Historical Society
- New York Transit Museum
- Queens County Farm Museum
- Skyscraper Museum
- Staten Island Institute of Arts & Sciences
- Yeshiva University Museum
- The National Arts Club
- National September 11 Memorial & Museum

### Design
- Center for Architecture
- Cooper-Hewitt, National Design Museum
- Cooper Union's Herb Lubalin Study Center of Design and Typography, su cooper.edu. URL consultato l'11 settembre 2007 (archiviato dall'url originale il 14 settembre 2007).
- Fashion Institute of Technology
- National Academy of Design
- Parsons The New School for Design

### Storia naturale
- American Museum of Natural History

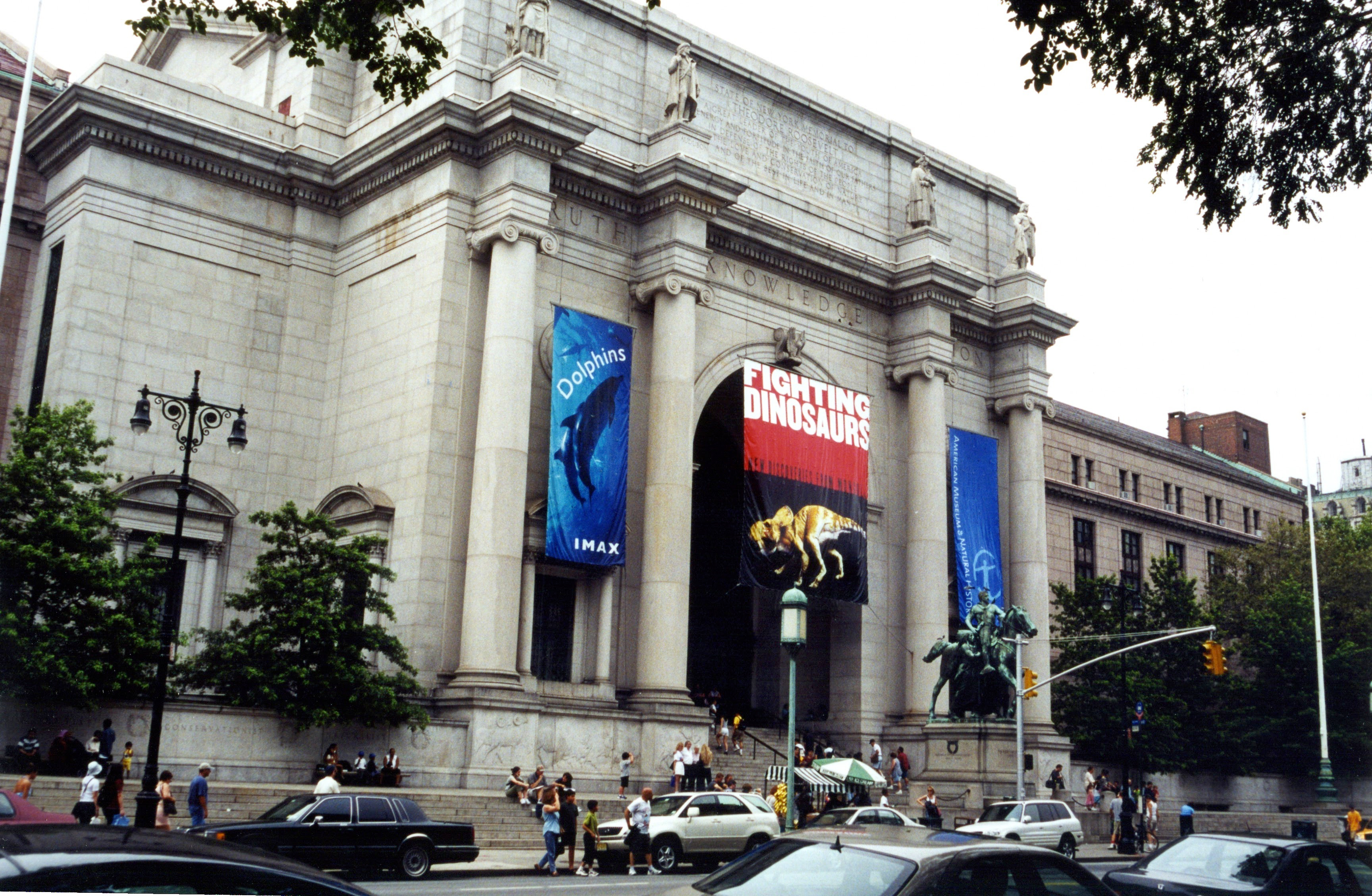
L'American Museum of Natural History in 2000

  - Hayden Planetarium (the Rose Center for Earth and Space)
- Bronx Zoo
- Brooklyn Botanic Garden
- New York Aquarium
- New York Botanical Garden
- New York Hall of Science
- Queens Botanical Garden
- Staten Island Zoo
- Wave Hill

### Musei per bambini
- Brooklyn Children's Museum
- Children's Museum of the Arts
- Children's Museum of Manhattan
- Jewish Children's Museum
- Staten Island Children's Museum

## Spettacoli

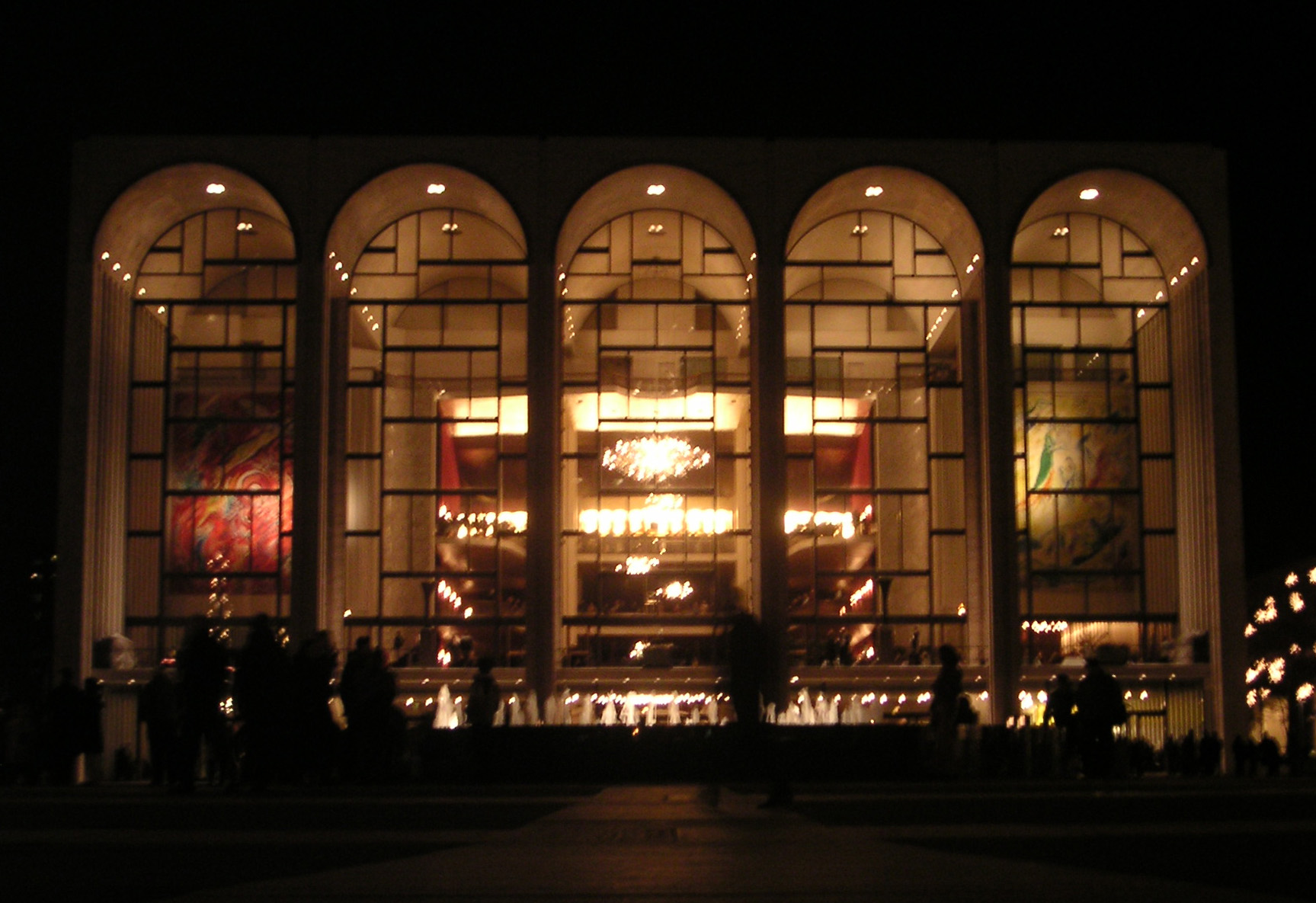
The Metropolitan Opera House a Lincoln Center.

### Lincoln Center for the Performing Arts
- Avery Fisher Hall
- Jazz at Lincoln Center
- Metropolitan Opera
- New York State Theater, che ospita:
  - New York City Ballet
  - New York City Opera

### Musica
- 92nd Street Y
- Brooklyn Academy of Music
- Manhattan School of Music
- The Juilliard School
- Boys Choir of Harlem
- Mannes College of Music
- The New York Collegium
- City Parks Foundation
- New York Public Library for the Performing Arts

### Teatri
- 92nd Street Y
- Apollo Theater
- Biltmore Theatre
- Bowery Ballroom
- Carnegie Hall
- Hammerstein Ballroom
- La MaMa Experimental Theatre Club
- New York City Center
- The Public Theater
- Radio City Music Hall
- Snug Harbor Cultural Center
- The Town Hall
- Williamsburg Art & Historical Center

## Siti storicamente significativi

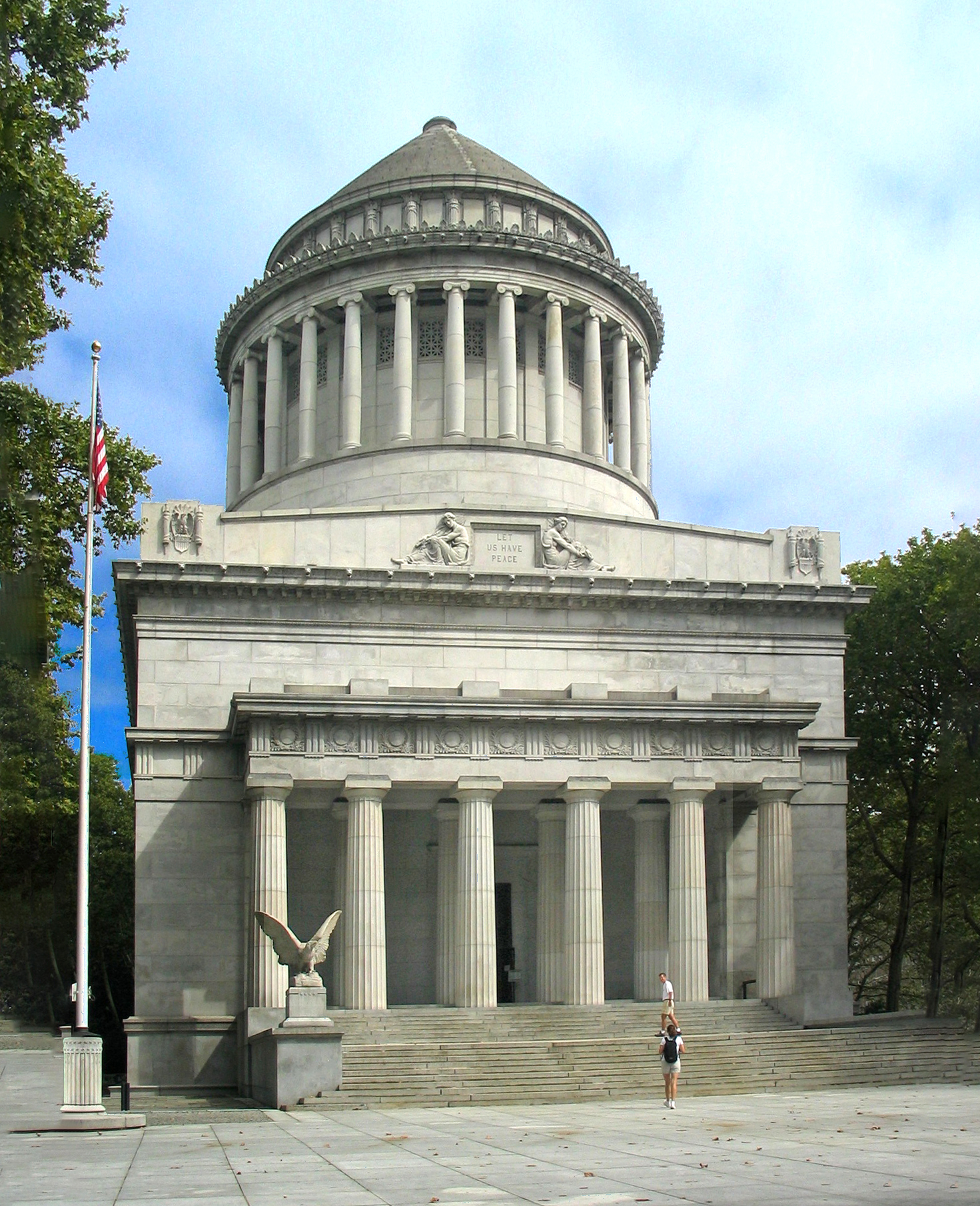
Grant's tomb 2004

- African Burial Ground National Monument
- Bartow-Pell Mansion
- Ellis Island
- Federal Hall
- Fort Schuyler
- Governors Island
- Gracie Mansion
- General Grant National Memorial
- Historic Richmond Town
- Irish Hunger Memorial
- Lower East Side Tenement Museum
- Snug Harbor Cultural Center
- Theodore Roosevelt Birthplace National Historic Site
- Weeksville Heritage Center

### World Trade Center
- International Freedom Center
- World Trade Center Memorial
- Tribute in Light

## Biblioteche
- Morgan Library & Museum
- New York Public Library

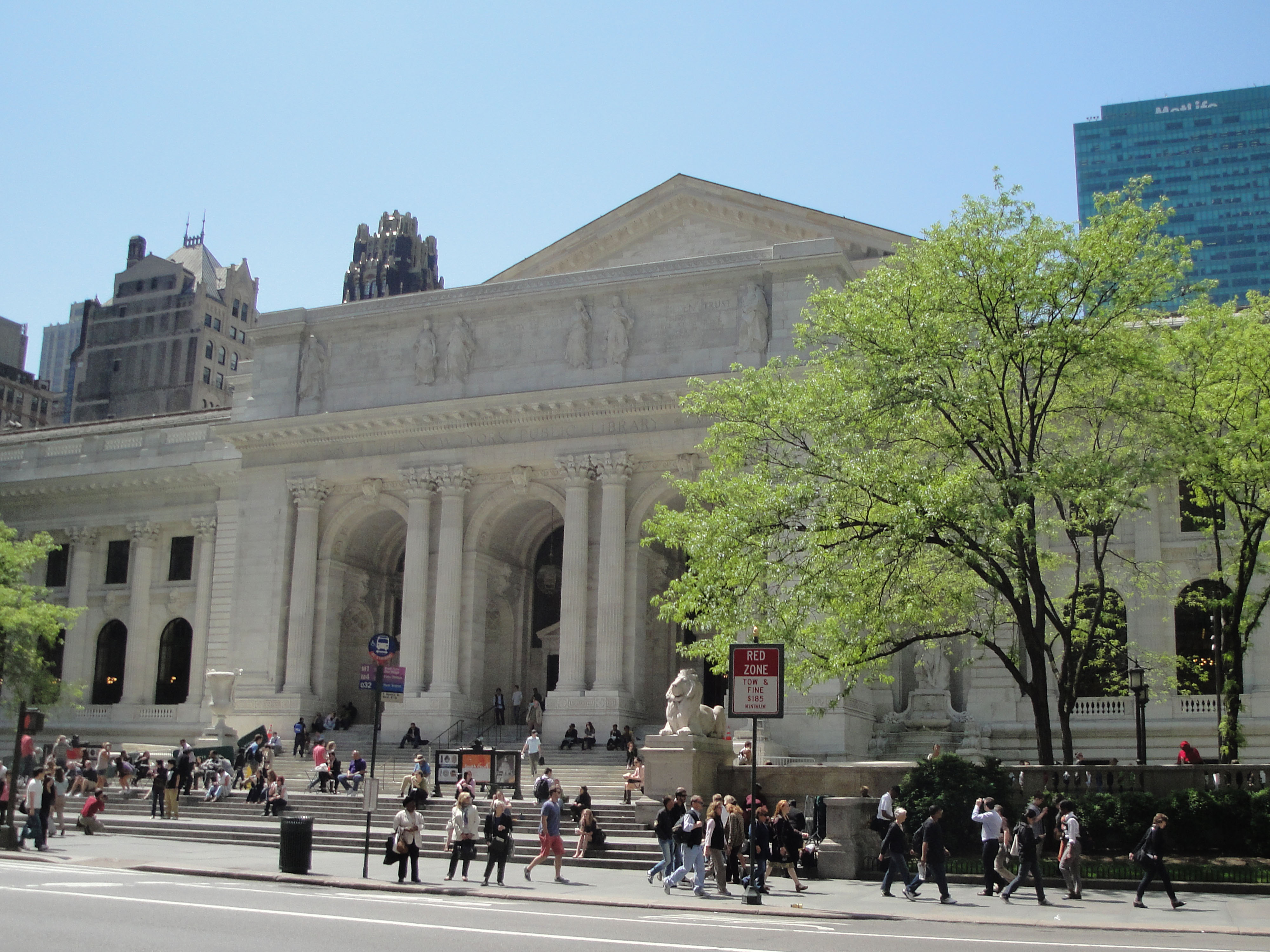
New York Public Library

- New York Academy of Medicine Library
- New York Society Library
- Arthur Schomburg Center for Research in Black Culture
- Andrew Heiskell Braille and Talking Book Library
- Frick Art Reference Library
- Biblioteca Instituto Cervantes
- Shevchenko Scientific Society
- United Nations Dag Hammarskjold Library
- Cooper-Hewitt, National Design Museum
- Cloisters Library and Archives
- Brooklyn Public Library
- Queens Public Library